# Kusunda
Kusunda är ett isolatspråk med en handfull talare i västra Nepal.
I flera decennier trodde forskare att Kusunda nästan var utdött och att hoppet därför var litet att någonsin kunna nedteckna det utförligt. Det lilla material som kunde samlas in fick forskarna att dra slutsatsen att Kusunda antingen var ett isolatspråk eller att det tillhörde de tibetoburmanska språken.
År 2004 besökte tre etniska kusundier Kathmandu för att få hjälp med att ansöka om medborgarskap. Då upptäckte anställda på Tribhuvanska universitet att en av dem behärskade kusunda flytande. Det upptäcktes också att flera av hennes släktingar behärskade språket flytande. Man känner nu till minst sju eller åtta talare som behärskar språket flytande varav den yngsta är i trettioårsåldern. Språket är emellertid på väg att dö ut eftersom inga barn lär sig det.
År 2005 publicerade David E. Watters en grammatik samt en ordbok över kusunda. Dessa pekar på att språket verkligen är ett isolatspråk. Det verkar som att kusunda är en kvarleva av de språk som talades i norra Indien, före ankomsten av de tibetoburmanska och de indo-iranska språken.